# Sorceress II: The Temptress
Sorceress II: The Temptress è un film statunitense del 1997 diretto da Richard Styles. È il seguito di Sorceress, del 1995.

## Produzione
Il film fu prodotto dalla Concorde-New Horizons (società di Roger Corman) e dalla Sunset Films International e diretto da Richard Styles che scrisse anche la sceneggiatura. Jim Wynorski, che aveva diretto il prequel nel 1995, è accreditato come produttore esecutivo.
Il titolo breve fu Sorceress 2. Nel film sono presenti alcune sequenze con Julie Strain tratte dal primo capitolo. Jim Wynorski interpreta in un cameo un agente di polizia ucciso da Tara.

## Distribuzione
Il film fu distribuito negli Stati Uniti nel 1999 dalla New Horizons Home Video. È stato poi pubblicato in DVD dalla New Concorde nel 2004.
Alcune delle uscite internazionali sono state:
- negli Stati Uniti il 1996 (American Film Market)
- in Germania il 6 novembre 1999    (Magische Kräfte des Bösen, in prima TV)
- negli Stati Uniti il 23 marzo 2004 (Sorceress II: The Temptress, in DVD)
- nel Regno Unito (Legion of Evil: Sorceress II)
- in Grecia (To apolyto kako)

## Promozione
La tagline è: "Her Powers Will Keep You Up All Night." ("I suoi poteri ti terranno sveglio tutta la notte...").